# Mari Gerekmezyan
Mari Gerekmezyan (en armenio: Մարի Կերեքմէզեան 1913–1947) fue una escultora armenia; considerada la primera escultora mujer de Turquía. Fue pareja del poeta y pintor turco Bedri Rahmi Eyüboğlu.

## Biografía
De ascendientes armenios, Mari nació en Talas pueblo cercano a Kayseri. Asistió a la Escuela local Vart Basrig Armenia. Se mudó a Estambul donde asistió a la Escuela Yesayan. Mientras estudiaba en Yesayan, tuvo la oportunidad de conocer al autor turco Ahmet Hamdi Tanpınar. Tanpınar inspiró a Mari a proseguir por un grado en filosofía. Concurrió a la Universidad de Estambul. Y devino estudiante invitada en la División de escultura del Güzel Sanatlar Akademisi (Academia de Bellas Artes). En esa Academia, le enseñó el afamado escultor alemán Rudolf Belling.
Mari fue también profesora de Arte y lengua Armenia en los Institutos Getronagan y Yesayan.
Con 35 años, Mari murió de tuberculosis; y fue inhumada en el Cementerio Sisli Armenio.

## Obra
Mucha de su obra se ha perdido. Sus trabajos restantes se hallan en el Resim ve Heykel Müzesi (Museo de Pintura y Escultura) en Estambul y en la Colección Privada de la familia Eyüboğlu incluyendo el busto famoso de Bedri Rahmi. Algunos de sus trabajos famosos incluyen:
- Busto de Prof. Neşet Ömer (1943)
- Busto de Prof. Şekip Tunç (1943)
- Busto de Şekip Tunç (1943)
- Máscara de Patrik Mesrob Tin (1944)
- Busto de Yahya Kemal Beyatlı (1945)
- Busto de Bedri Rahmi

## Premios
Se le otorgó el Premio de Exposición de Escultura de Ankara por sus bustos de los profesores Neşet Omer y Şekip Tunç. Ganó el Primer Premio en la Exposición de Bellas Artes del Gobierno de Ankara por el busto de Yahya Kemal Beyatlı.

## Relación con Bedri Rahmi Eyüboğlu
Mientras Gerekmezyan era estudiante invitada en la División de Escultura del Güzel Sanatlar Akademisi (Academia de Bellas Artes) conoció a Bedri Rahmi Eyüboğlu. En los 1940s, asistió a Bedri Rahmi Eyüboğlu en sus obras de arte. Y finalmente caerían enamorados. Su relación se compara al de Auguste Rodin y Camille Claudel. Gerekmezyan esculpió muchos bustos de Eyüboğlu y Eyüboğlu también dibujó muchos croquis de Gerekmezyan. Eyüboğlu escribió su poema famoso Karadut (Mulberry) para Mari tras su deceso.
Cuando leyó el poema en público, Eyüboğlu lloró. Eyüboğlu continuó amando a Gerekmezyan por el resto de su vida. El poema devendría popular cuando se incorporó a la Cem Karaca canción Karadut.

## Legado
El Getronagan Instituto Armenio, en Estambul hospeda una exposición de Mari Gerekmezyan en diciembre de 2012, organizado por el afamado fotógrafo armenio Ara Güler.